# 第3戦艦戦隊
第3戦艦戦隊 (3rd Battle Squadron) はイギリス海軍の部隊の一つ。戦艦で構成され最初は本国艦隊（第一次世界大戦中はグランドフリートと改名）に所属していた。
1914年8月5日に第3戦艦戦隊は以下の戦艦で編成された。
- キング・エドワード7世
- アフリカ
- ブリタニア
- コモンウェルス
- ドミニオン
- ハイバーニア
- ヒンドゥスタン
- ジーランディア

第3戦艦戦隊は最初はグランドフリートに所属し、ノーザン・パトロールの巡洋艦の支援に従事した。1916年4月29日に戦隊はロスサイスからシアネスへ移り、ノア管区の指揮下に入った。これは、1916年4月24日のドイツ海軍によるヤーマスとロースロフト砲撃の後で、沿岸警備により大型の艦艇を充てられるようにするためのものであった。
1916年にキング・エドワード7世が喪われ、1916年から1917年にかけてアフリカとブリタニアが地中海へ移ったが、1918年3月には戦艦ドレッドノートが戦隊に加わった。